# Ethernet
Ethernet és una família de tecnologies estandarditzades per xarxes locals, desenvolupada a nivell experimental per Robert Metcalfe i David Boggs (el seu ajudant) al Xerox PARC, que en defineix les específicacions tècniques a nivell físic (connectors, cables, tipus de transmissió, etc.) i a nivell MAC del model arcquitectural de xarxa ISO/OSI.
En general va ser utilitzada en les xarxes locals (LAN), en les xarxes metropolitanes (MAN) i en les xarxes geogràfiques (WAN). Ha estat comercialitzada en el 1980 i inicialment estandarditzada el 1983 com IEEE 802.3, i des d'aleshores ha mantingut una bona dosi de retrocompatibilitat i ha estat perfeccionada per suportar velocitats més elevades i distàncies d'enllaç més llargues. Amb el temps, Ethernet ha substituït àmpliament les tecnologies LAN cablejades competidores com Token Ring, FDDI i ARCnet.
La Ethernet 10BASE5 original utilitza el cable coaxial com a mitjà compartit, mentre les noves variants Ethernet utilitzen cable de parells trenats i fibra òptica en combinació amb interruptors. En el curs de la seva història, les taxes de bits aconseguides per Ethernet han augmentat dels 2,9 megabit per segon (Mbit / s) als darrers 400 gigabit per segon (Gbit / s). L'estàndard Ethernet comprenen diverses variants de cablejat i de senyalització del nivell físic OSI en ús amb Ethernet.
Els sistemes que es comuniquen sobre Ethernet divideixen el flux de dades en peces més breus anomenades frame. Cada frame conté les direccions d'origen i destinació i les dades d'auditoria de les errades de manera que els frame danyats puguin ser detectats i descartats; sovint, els protocols de nivell superior activen la retransmissió de frame perduts. Així, com en el model OSI, Ethernet proveeix serveis fins al nivell d'enllaç dades incloses. Funcions com la direcció MAC a 48 bits i el format frame Ethernet han influenciat altres protocols de xarxa, com la tecnologia wireless Wi-Fi.
Ethernet és utilitzada àmpliament en la indústria. El protocol Internet és normalment transmès sobre Ethernet i, per tant, és considerada una de les tecnologies clau que componen Internet.

## Història
El 1970, mentre Norman Abramson muntava la xarxa ALOHAnet a Hawaii, un estudiant recentment graduat al MIT (Massasuchetts Institute of Technology) anomenat Robert Metcalfe es trobava realitzant els seus estudis de doctorat a la Universitat Harvard treballant per ARPANET, que era el projecte d'investigació principal en aquells dies. En un viatge a Washington D.C., Metcalfe va estar a casa de Steve Crocker (l'inventor dels RFCs Request For Comments d'Internet) on aquest el va deixar dormir al sofà. Per poder agafar el son, Metcalfe va començar a llegir una revista científica on va trobar un article d'Abramson sobre la xarxa ALOHAnet. Metcalfe va pensar com es podia millorar el protocol utilitzat per Abramson, llavors va escriure un article descrivint un protocol que millorava substancialment el rendiment d'ALOHAnet. Aquest protocol es convertiria en la seva tesi doctoral, que va presentar l'any 1973. La idea bàsica era molt simple: les estacions, abans de transmetre, haurien de detectar si el canal ja estava en ús (és a dir, si ja hi havia 'portadora'), en aquest cas esperarien que l'estació activa finalitzés trametent dades, desactivant la portadora. A més, cada estació, mentre transmetés, estaria contínuament vigilant el medi físic per si es produïa alguna col·lisió; en aquest cas es pararia la transmissió i retransmetria més tard. Aquest protocol MAC rebria més tard la denominació "Accés múltiple amb detecció de portadora i Detecció de Col·lisions", o més breument CSMA/CD ("Carrier Sense Multiple Access / Collision Detection").
L'any 1972, Metcalfe s'havia mudat a Califòrnia per treballar al Centre de Recerca de Xerox a Palo Alto anomenat Xerox PARC (Palo Alto Research Center). Allà s'estava dissenyant el que es considerava la 'oficina del futur' i Metcalfe va trobar un ambient perfecte per desenvolupar les seves inquietuds. S'estaven provant uns ordinadors anomenades Alt, que ja disposaven de capacitats gràfiques i ratolí i van ser considerades els primers ordinadors personals. També s'estaven fabricant les primeres impressores làser. Es volia connectar els ordinadors entre sí per compartir fitxers i compartir impressores. La comunicació havia de ser de molt alta velocitat, de l'ordre de megabits per segon, ja que la quantitat d'informació a enviar a les impressores era enorme (tenien una resolució i velocitat comparables a una impressora làser actual). Aquestes idees que avui semblen òbvies eren completament revolucionàries el 1973.
A Metcalfe, amb 27 anys, especialista en comunicacions entre ordinadors, se li va encomanar la tasca de dissenyar i construir la xarxa que unís tot allò. Comptava per a això amb l'ajuda d'un estudiant de doctorat de Stanford anomenat David Boggs. Les primeres experiències de la xarxa, que van denominar Alt Aloha Network, les van dur a terme el 1972, millorant gradualment el prototip, fins que el 22 maig 1973, Metcalfe va escriure un memoràndum intern en què informava de la nova xarxa. Per evitar que es pogués pensar que només servia per connectar ordinadors Alt va canviar el nom de la xarxa pel d'Ethernet, que feia referència a la teoria de la física avui ja abandonada segons la qual les ones electromagnètiques viatjaven per un fluid anomenat èter que se suposava omplia tot l'espai (per Metcalfe el 'èter' era el cable coaxial pel qual anava el senyal). Les dues computadores Alt utilitzades per a les primeres proves d'Ethernet van ser rebatejats amb els noms Michelson-Morley, en al·lusió als dos físics que van demostrar el 1887 la inexistència de l'èter mitjançant el famós experiment que porta el seu nom.
La xarxa de 1973 ja tenia totes les característiques essencials de la Ethernet actual. Emprava CSMA/CD per minimitzar la probabilitat de col·lisió, i en cas que aquesta es produís es posava en marxa un mecanisme denominat retrocés exponencial binari per reduir gradualment la 'agressivitat' de l'emissor, de manera que aquest s'adaptava a situacions de molt divers nivell de trànsit. Tenia topologia de bus i funcionava a 2,94 MB/s sobre un segment de cable coaxial d'1,6 km de longitud. Les adreces eren de 8 bits i el CRC de les trames de 16 bits. El protocol utilitzat al nivell de xarxa era el PUP (Parc Universal Packet) que després evolucionaria fins a esdevenir el que després va ser XNS (Xerox Network Systems), antecessor al seu torn de IPX (Netware de Novell).
En lloc d'utilitzar el cable coaxial de 75 ohms de les xarxes de televisió per cable es va optar per emprar cable de 50 ohms que produïa menys reflexions del senyal, a les quals Ethernet era molt sensible per transmetre el senyal en banda base (és a dir, sense modulació). Cada entroncament del cable i cada 'punxó' vampir (transceiver) instal·lat produïa la reflexió d'una part del senyal transmès. A la pràctica, el nombre màxim de pinxos 'vampir' i, per tant, el nombre màxim d'estacions en un segment de cable coaxial, venia limitat per la màxima intensitat de senyal reflectida tolerable.
L'any 1975 Metcalfe i Boggs varen descriure Ethernet en un article que van enviar a Association for Computing Machinery, publicat el 1976. En ell ja descrivien l'ús de repetidors per augmentar l'abast de la xarxa. El 1977 Metcalfe, Boggs i dos enginyers de Xerox van rebre una patent per la tecnologia bàsica d'Ethernet, i el 1978 Metcalfe i Boggs van rebre una altra per al repetidor. En aquesta època tot el sistema Ethernet era propietat de Xerox.
Convé destacar que David Boggs va construir l'any 1975 durant la seva estada a Xerox PARC el primer router i el primer servidor de noms de la Internet. La primera versió va ser un intent d'estandarditzar ethernet encara que hi va haver un grup d'enginyers que es varen definir de forma diferent, posteriorment hi ha hagut ampliacions successives a l'estàndard que van cobrir els augments en la velocitat de transmissió (Fast Ethernet, Gigabit Ethernet i el de 10 Gigabits), xarxes virtuals, hubs, commutadors i diferents tipus de mitjans, tant de fibra òptica com de cables de coure (tant parell trenat com coaxial).
Els estàndards d'aquest grup no reflecteixen necessàriament el que es fa servir en la pràctica, encara que a diferència d'altres grups, aquest sol estar a prop de la realitat.

## Versions de 802.3
| Estàndard Ethernet     | Data                    | Descripció |
| ---------------------- | ----------------------- | --- |
| Ethernet experimental  | 1972 (patentat en 1978) | 2,85 Mbit/s sobre cable coaxial en topologia de bus. |
| Ethernet II (DIX v2.0) | 1982                    | 10 Mbit/s sobre coaxial prim (thinnet) - La trama té un camp de classe paquet. El protocol IP utilitza aquest format de trama a qualsevol mitjà.                    |
| IEEE 802.3             | 1983                    | 10BASE5 10 Mbit/s sobre coaxial gruixut (thicknet). Longitud màxima del segment 500 metres - Igual que DIX excepte que el camp es substitueix per la longitud.      |
| 802.3a                 | 1985                    | 10BASE2 10 Mbit/s sobre coaxial prim (thinnet o cheapernet). Longitud màxima del segment 185 m                                                                      |
| 802.3b                 | 1985                    | 10BROAD36 |
| 802.3c                 | 1985                    | Especificació de repetidors de 10 Mbit/s |
| 802.3d                 | 1987                    | FOIRL (Fiber-Optic Inter-Repeater Link) enllaç de fibra òptica entre repetidors.                                                                                    |
| 802.3e                 | 1987                    | 1BASE5 o StarLAN |
| 802.3i                 | 1990                    | 10BASE-T 10 Mbit/s sobre parell trenat no apantallat (UTP). Longitud màxima del segment 100m.                                                                       |
| 802.3j                 | 1993                    | 10BASE-F 10 Mbit/s sobre fibra òptica. Longitud màxima del segment 1000m.                                                                                           |
| 802.3u                 | 1995                    | 100BASE-TX, 100BASE-T4, 100BASE-FX Fast Ethernet a 100 Mbit/s amb auto-negociació de velocitat.                                                                     |
| 802.3x                 | 1997                    | Full Duplex (Transmissió i recepció simultanis) i control de flux.                                                                                                  |
| 802.3y                 | 1998                    | 100BASE-T2 100 Mbit/s sobre parell trenat no apantallat (UTP). Longitud màxima del segment 100m.                                                                    |
| 802.3z                 | 1998                    | 1000BASE-X Ethernet d'1 Gbit/s sobre fibra òptica. |
| 802.3ab                | 1999                    | 1000BASE-T Ethernet d'1 Gbit/s sobre parell trenat no apantallat |
| 802.3ac                | 1998                    | Extensió de la trama màxima a 1522 bytes (per permetre les "Q-tag") Les Q-tag inclouen informació per a *802.1Q VLAN i porten prioritats segons l'estàndard 802.1p. |
| 802.3ad                | 2000                    | Agregació d'enllaços paral·lels (Trunking). |
| 802.3ae                | 2003                    | Ethernet a 10 Gbit/s; 10GBASE-SR, 10GBASE-LR |
| IEEE 802.3af           | 2003                    | Alimentació sobre Ethernet (PoE). |
| 802.3ah                | 2004                    | Ethernet a l'última milla. |
| 802.3ak                | 2004                    | 10GBASE-CX4 Ethernet a 10 Gbit/s sobre cable bi-axial. |
| 802.3an                | 2006                    | 10GBASE-T Ethernet a 10 Gbit/s sobre parell trenat no apantallat (UTP)                                                                                              |
| 802.3ap                | en procés (draft)       | Ethernet d'1 i 10 Gbit/s sobre circuit imprès. |
| 802.3aq                | en procés (draft)       | 10GBASE-LRM Ethernet a 10 Gbit/s sobre fibra òptica multimode. |
| 802.3ar                | en procés (draft)       | Gestió de Congestió |
| 802.3as                | en procés (draft)       | Extensió de la trama |

## Estandardització
Malgrat els seus mèrits tècnics, la normalització va ser fonamental per a l'èxit d'Ethernet. Cal bona coordinació de les activitats competitives i en part en la normalització de diversos organismes com ara el IEEE, ECMA, IEC,i finalment l'ISO.
El febrer de l'any 1980 es va iniciar un projecte IEEE, IEEE 802 per a la normalització de xarxes d'àrea local (LAN).

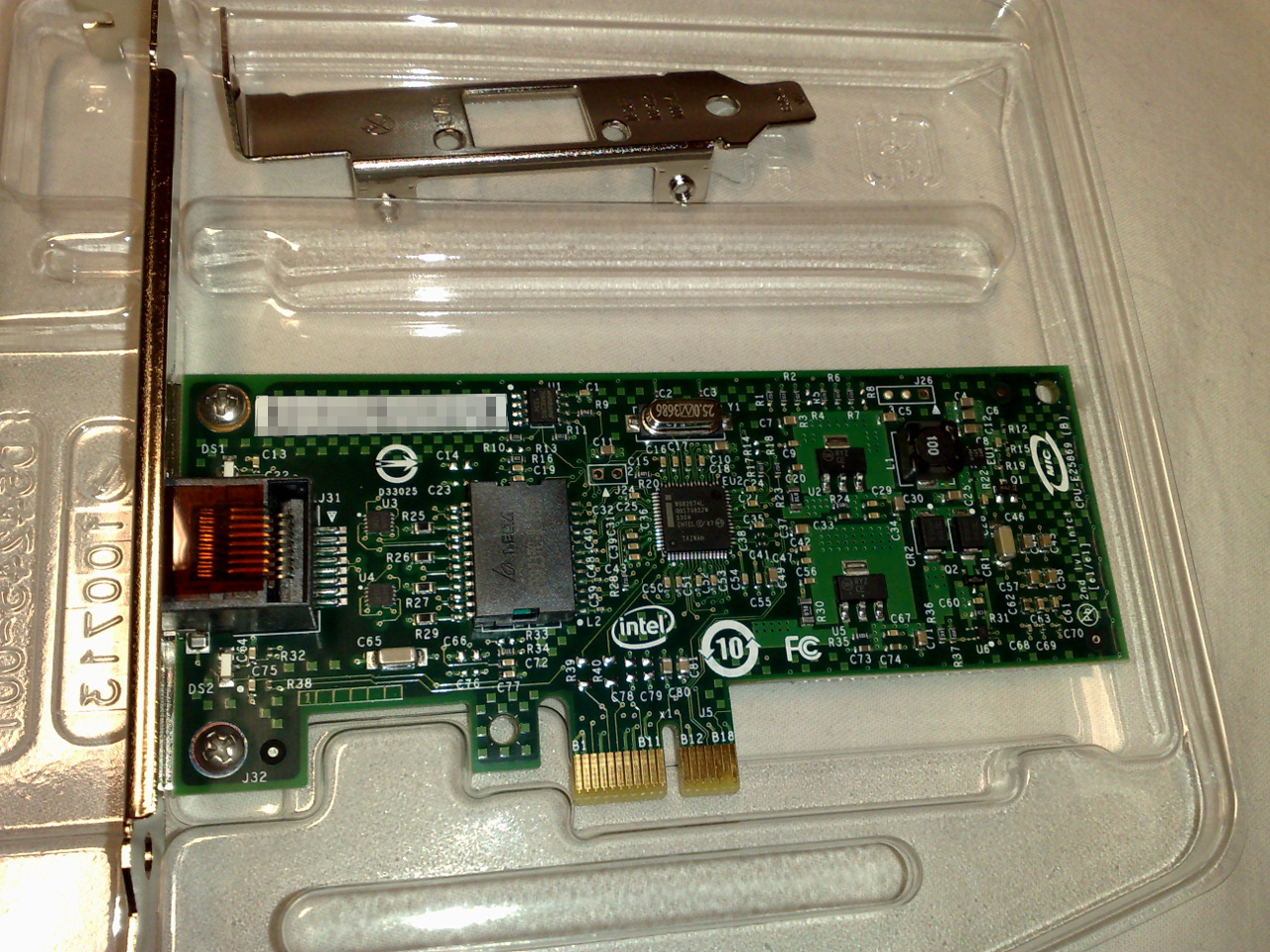
Una targeta Intel 82574L Gigabit Ethernet NIC, PCI Express x1

El "DIX-grup" amb Gary Robinson (DEC), Phil Arst (Intel) i Bob Printis (Xerox), van presentar l'anomenat "Llibre Blau" CSMA/CD com a candidat per a l'especificació de LAN. Des de l'adhesió a IEEE, aquesta és oberta a tots els professionals, inclosos els estudiants. El grup va rebre innombrables comentaris sobre aquesta nova tecnologia.
A més de CSMA/CD, Token Ring (ajudat per IBM) i Token Bus (seleccionats i d'aquí endavant amb el suport de General Motors) també van ser considerats com a candidats per a un estàndard de LAN. A causa de l'objectiu de la IEEE 802 per establir una norma única, i degut al fort suport de l'empresa en els tres dissenys, l'acord necessari en un estàndard de LAN es va retardar considerablement.
En el camp de les xarxes d'Ethernet es va posar en risc la introducció al mercat de l'estació de treball Xerox Star i els productes de 3Com Ethernet LAN. Amb aquestes implicacions empresarials, David Liddle (director general de Xerox Office Systems) i Metcalfe (3Com) donen suport a una proposta de Fritz Röscheisen (Xarxes Privades de Siemens) per a una aliança en el mercat emergent d'oficines de comunicació, inclòs el suport de Siemens per a la normalització internacional d'Ethernet (10 d'abril de 1981). Ingrid Fromm, representant de Siemens per IEEE 802 ràpidament va assolir un suport més ampli per Ethernet IEEE per l'establiment d'un Grup de Tasques Especials "Xarxes Locals" dins dels organismes europeus de normalització competint la ECMA TC24. Ja en març de 1982, l'ECMA, amb els seus membres corporatius havent arribat a un acord sobre una norma per CSMA/CD basat en l'estàndard IEEE 802. La rapidesa de les accions adoptades per ECMA ha contribuït de manera decisiva a la conciliació d'opinions dins d'IEEE i l'aprovació d'IEEE 802.3 CSMA / CD per a la fi de 1982.

## Objectius
Ethernet es va plantejar en un principi com un protocol destinat a cobrir les necessitats de les xarxes LAN. A partir de l'any 2001, va assolir els 10 Gbps, fet que li va donar molta més popularitat a aquesta tecnologia. Dins del sector es plantejava l'ATM com la encarregada dels nivells superiors de la xarxa, però l'estàndard 802.3ae (Ethernet Gigabit 10) s'ha situat en una bona posició per estendre's al nivell de xarxa d'àrea ample WAN. Actualment ha esdevingut una via de comunicació per cable molt utilitzada, i ofereix unes garanties de fiabilitat i seguretat altes en la transmissió de dades. La distància en la comunicació entre dos punts no suposa cap mena de problema per a garantir-ne el correcte funcionament. Per exemple, en els ponts de gran longitud construïts sobre el mar, s'utilitzen els cables Ethernet per a la transmissió de les dades sobre els valors de la deformació mecànica que sofreix l'estructura del pont, fins a les 'caixes negres' que recopilen tota la informació necessària per a garantir la seguretat de cada pont.
Els objectius principals d'Ethernet són consistents amb els que s'han convertit en els requeriments bàsics per al desenvolupament i ús de xarxes LAN. Alguns dels objectius originals d'Ethernet són:
- Simplicitat: S'han exclòs les característiques que puguin complicar el disseny de la xarxa sense fer una contribució substancial per aconseguir altres objectius.
- Baix cost: Les millores tecnològiques han de continuar reduint el cost global dels dispositius de connexió.
- Compatibilitat: Totes les implementacions d'Ethernet hauran de poder intercanviar dades a nivell de 'capa d'enllaç. Per eliminar la possibilitat d'incompatibilitats d'Ethernet, l'especificació evita característiques opcionals.

Alguns altres objectius són: adreçament flexible, equitat, progrés, baix retard, estabilitat, manteniment i arquitectura de capes.

## Funcionament
Ethernet es basava originalment en la idea d'ordinadors que es comunicaven per un cable coaxial que servia com a mitjà de transmissió. Els mètodes utilitzats eren similars a aquells utilitzats en els sistemes de ràdio, amb el cable comú.
Originalment, Ethernet va ser dissenyada per enviar dades a 10 Mbps, tot i que, posteriorment, s'ha perfeccionat per treballar a 100 Mbps, 1 Gbps o 10 Gbps i es parla de versions futures de 40 Gbps i 100 Gbps. Utilitza el protocol de comunicacions CSMA/CD (Carrier Sense Multiple Access / Collision Detect - Accés múltiple amb detecció de portadora i detecció de col·lisions). Tot i que les xarxes d'Ethernet en general són molt fiables i estables, són susceptibles de patir problemes. En instal·lacions professionals, la gran majoria d'errors solen ser deguts al connector entre la paret i l'equip.

## Bridgingiswitching
Mentre que els repetidors poden aïllar en alguns aspectes segments Ethernet, com ara per trencaments de cable, tot el tràfic enviat ha de poder enviar-se a tots els dispositius Ethernet. Això va crear límits pràctics sobre com moltes màquines podien comunicar-se en una xarxa Ethernet.
Tota la xarxa era un domini de col·lisió, i totes les màquines havien de ser capaços de detectar les col·lisions en qualsevol part de la xarxa. Això limita el nombre de repetidors entre els nodes més llunyans. Segments units pels repetidors van haver d'operar tots a la mateixa velocitat, el que dificulta les actualitzacions en fase.
Per alleujar aquests problemes, s'han creat ponts de xarxa per comunicar-se en la capa d'enllaç de dades, mentre es manté l'aïllament de la capa física. Amb el pont, només els paquets Ethernet ben formats s'envien d'un segment d'Ethernet a un altre, de forma que les col·lisions i els errors de paquets són aïllats.
Amb anterioritat al descobriment dels dispositius de xarxa en els diferents segments, els ponts Ethernet (i interruptors) treballen parcialment com concentradors Ethernet, passant tot el trànsit entre segments. No obstant això, com el pont detecta les adreces associades a cada port, reenvia el tràfic de xarxa només als segments que siguin necessaris, millorant el rendiment general.
El trànsit de difusió continua sent enviat a tots els segments de la xarxa. Els ponts també van superar els límits dels segments totals entre dos hosts i van permetre la barreja de velocitat, lo qual va ser molt important amb la introducció de Fast Ethernet.
Els primers ponts estudiats, cadascun un paquet per ús del programari en una CPU, i alguns d'ells van ser significativament més lents que els hubs (repetidors multi-port) al reenviament de trànsit, especialment en fer servir molts ports al mateix temps. Això va ser en part pel fet que el paquet Ethernet complet es pot llegir en una memòria intermèdia, l'adreça de destinació, en comparació amb una taula interna d'adreces MAC conegudes i una decisió respecte de si descartar el paquet o enviar-lo a un altre, o a tots els segments.
L'any 1989, la companyia de xarxes Kalpana (companyia que va ser adquirida per Cysco Systems, Inc. l'any 1994) va presentar la seva EtherSwitch, el primer commutador d'Ethernet. Funcionava d'una forma diferent a la d'un pont Ethernet, on només s'examina la capçalera del paquet entrant abans que s'eliminés o es s'enviés a un altre segment. Això redueix considerablement la latència de transmissió i la tasca de procés del dispositiu. Un desavantatge d'aquest sistema (en anglés "cut-through") a través del mètode de commutació és que el paquet que havia estat danyat en un punt encara es propagava a través de la xarxa, de manera que una estació afectada podria interrompre tota la xarxa. El remei per això era, en essència, tornar al plantejament original del pont, emmagatzemar i entregar, on tot el paquet entraria en la memòria intermèdia de l'interruptor verificat contra la seva suma de comprovació (checksum) i, a continuació re emès, però usant els processadors específics més potents dels circuits integrats de l'aplicació específica que s'utilitza. Per tant, la commutació es fa en maquinari, permetent que els paquets es remetin a la màxima velocitat del cable.
Quan es fa servir un segment de parell trenat o de fibra i cap dels extrems està connectat a un repetidor, és possible Ethernet full-duplex en aquest segment. En el mode full-duplex, dos dispositius poden transmetre i rebre des d'un cap l'altre, al mateix temps, i no hi ha col·lisió. Això duplica l'amplada de banda agregada de l'enllaç i de vegades s'anuncia com tenint el doble de la velocitat d'enllaç (per exemple, 200 Mbit/s). L'eliminació del domini de col·lisió d'aquestes connexions també significa que l'amplada de banda pot ser utilitzada els dos dispositius en aquest segment i la longitud del segment que no està limitada per la necessitat d'una correcta detecció de col·lisions.
Ja que els paquets es lliuren típicament només en el port de destinació, el trànsit en una xarxa Ethernet commutada és menys públic que en Ethernet en medis per compartir. Malgrat això, la Ethernet commutada s'han de considerar com una tecnologia de xarxa insegura, perquè és fàcil de subvertir els sistemes de commutació d'Ethernet, per exemple mitjançant ARP Spoofing i MAC flooding.
Els avantatges en amplada de banda, la millora en l'aïllament entre els dispositius, la capacitat per mesclar fàcilment velocitats dels diferents i l'eliminació dels límits d'encadenament inherents a commutació Ethernet, han fet que la tecnologia de xarxa Ethernet sigui la dominant.

## Creació de xarxes avançades
Les xarxes de commutació d'Ethernet simples, mentre que són una gran millora sobre Ethernet basada repetidors, tenen punts dèbils per fallada, pels atacs que els interruptors o amfitrions (hosts) en l'enviament de dades a una màquina, encara que no era la seva intenció, escalabilitat i seguretat pel que fa a difusió (broadcast) i el tràfic de multidifusió, els punts d'estrangulament d'amplada de banda on hi ha una gran quantitat de trànsit per un sol enllaç.
Les característiques avançades de xarxes de switches i routers combaten aquests problemes a través d'una sèrie de mitjans, incloent-hi el Spanning Tree Protocol per mantenir els enllaços actius de la xarxa com un arbre al mateix temps als llaços físics per a la redundància, seguretat en els ports i característiques de protecció, com ara bloqueig de MAC cap avall i de difusió la radiació de filtratge, xarxes LAN virtuals per mantenir les diferents classes d'usuaris per separat mentre es fa servir la mateixa infraestructura física, la commutació de múltiples capes de ruta entre les diferents classes i agregació d'enllaços per afegir amplada de banda als enllaços de sobrecàrrega i de proporcionar un cert grau de redundància.

## Varietats d'Ethernet
La capa física d'Ethernet ha evolucionat durant bastant temps i ha abastat distintes interfícies físiques així com diverses magnituds de velocitats. Les formes usades més comunes són 10BASE-T, 100BASE-TX, i 1000BASE-T. Les tres utilitzen parells de cables trenats i connectors 8P8C. Treballen a 10 Mbit/s, 100Mbit/s, i 1 Gbit/s respectivament. Les variants Ethernet de fibra òptica ofereixen un rendiment més alt, aïllament elèctric i distàncies de fins a desenes de kilòmetres en algunes versions. En general la capa d'aplicació del protocol funciona de manera similar en totes les versions.

## Evolució
Ethernet és una tecnologia que evoluciona. Les evolucions han inclòs amplada de banda més alta, mètodes de control d'accés de mitjans de comunicació millorats, i canvis al medi físic. Ethernet es convertia en la tecnologia de connexió de xarxes complexa que avui sustenta més LANs. El cable coaxial es canviava per enllaços punt a punt connectats per concentradors d'Ethernet o es canvia per reduir costos d'instal·lació, fiabilitat d'augment, i permetre direcció punt a punt i depuració. Hi ha moltes variants d'Ethernet que són d'ús comú.
Les estacions d'Ethernet es comuniquen enviant-se paquets de dades, blocs de dades que s'envien individualment i es reparteixen, l'una a l'altra. Com amb uns altres IEEE 802 LANs, cada estació d'Ethernet es dona una adreça MAC de 48 bits. Les adreces MAC s'utilitzen per especificar tant la destinació com la font de cada paquet de dades. La interfície de xarxa normalment no accepten paquets adreçats a unes altres estacions d'Ethernet. Adaptadors ja venen programats amb una adreça global única. Malgrat funcionant els canvis significatius a Ethernet des d'un bus de cables coaxial gruixut a 10 Mbit/s a enllaços punt a punt que funcionen a 1 Gbit/s i més enllà de, totes les generacions d'Ethernet (excepte primeres versions experimentals) utilitzar els mateixos formats d'estructura (i per això la mateixa interfície per a capes més altes), i pot immediatament ser interconnectat a través d'un pont de xarxa.
A causa de la ubicació d'Ethernet, el cost que disminueix sempre del maquinari necessitat per donar-hi suport, i l'espai de tauler reduït necessitat pel parell torçat Ethernet, la majoria dels fabricants ara construeixen la funcionalitat d'una targeta d'Ethernet directament a plaques mare d'ordinadors personals, eliminant la necessitat d'instal·lació una targeta de xarxa externa.

## CSMA/CD
Quan un equip vol enviar alguna informació, utilitza el següent algorisme:
Procediment principal
1. La trama està preparada per a la transmissió?
2. El medi està lliure? Si no, ha d'esperar mentre es prepara i esperi el període d'interval entre trames (9,6 μs a 10 Mbit/s Ethernet).
3. Iniciar la transmissió.
4. S'ha produït una col·lisió? Si és així, anar al procediment de col·lisió detectada.
5. Restablir els comptadors de la retransmissió i la transmissió de final de trama.

Procediment de col·lisió detectada
1. Continuar amb la transmissió fins que el temps mínim per paquet sigui assolit per garantir que tots els receptors detecten la col·lisió.
2. Incrementar el comptador retransmissió.
3. S'ha assolit el nombre màxim d'intents de transmissió? Si és així, avortar la transmissió.
4. Calcular i esperar el període de backoff a l'atzar basat en el nombre de col·lisions.
5. Retornar a la primera etapa del procediment principal.

## Tipus d'Ethernet
Tots els equips en una xarxa d'Ethernet estan connectats a la mateixa línia de comunicació composta per cables cilíndrics:
Primeres varietats
- 10BASE5: (obsolet) estàndard original que utilitza un cable coaxial amb el qual connecta per mitjà de perforacions el cable per connectar-lo a la base i a la pantalla.
- 10BOARD36: (obsolet) Estàndard de suport a Ethernet en distàncies és llargues. Es va utilitzar en tècniques de modulació de banda ampla.
- 1BASE5: Primer intent d'estandardització a baix cost de la LAN.

10 Mbit/s Ethernet
- 10BASE2: un cable de 50 ohms connecta a màquines juntes, mitjançant un T-Adaptador per connectar-lo a la seva targeta de xarxa.
- 10BASE-T: funciona sobre 4 fils (2 parells trenats) en una categoria 3 o cable de categoria 5.
- FOIRL: de fibra òptica d'enllaç entre repetidors.
- 10BASE-F: Terme genèric per a la nova família de 20 Mbits.
- 10BASE-FL: Versió actualitzada de FOIRL.
- 10BASE-FB: (obsolet) Destinat a xarxes troncals de connexió d'un nombre de hubs.
- 10BASE-FP: Una xarxa en estrella que no requereix repetició. Mai es va aplicar.

Fast Ethernet
- 100BASE-TX: 100 Mbit/s Ethernet sobre cable de categoria 5. Utilitza 4 parells de cables.
- 100BASE-T4: 100 Mbit/s Ethernet sobre cables de categoria 3. utilitza 4 parells de cables.
- 100BASE-T2: 100 Mbit/s Ethernet sobre cables de categoria 3. utilitza només 2 parells de cables.
- 100BASE-FX: Ethernet sobre fibra òptica.

Gibabit Ehternet
- 1000BASE-T: 1 Gbit/s sobre parell trenat sense blindatge de cablejat de coure.
- 1000BASE-SX: 1 Gbit/s sobre diversos cables de fibra de curt abast.
- 1000BASE-LX: 1 Gbit/s sobre fibra monomode.
- 1000BASE-CX: (obsolet) 1 Gbit/s sobre cable de coure (distàncies inferiors a 25m).

10-Gigabit Ethernet
- 10GBASE-SR: Dissenyat per donar suport a les distàncies curtes de fibra.
- 10GBASE-LX4: utilitza la divisió de la longitud d'ona de multiplexació per donar suport a intervals d'entre 240 m i 300 m sobre el cablejat.
- 10GBASE-LR i 10GBASE-ER: normes de suport a 10 km i 40 km.
- 10GBASE-SO, -LW, -EW
- 10GBASE-T: va ser especificat per la IEEE Std 802.3an-2006 i s'ha incorporat a la IEEE Std 802.3-2008.

## Format de la trama Ethernet
| Trama DIX Ethernet | Preàmbul | Preàmbul | Destí   | Origen  | Tipus    | Dades          | Farciment    | FCS         |
| ------------------ | -------- | -------- | ------- | ------- | -------- | -------------- | ------------ | ----------- |
| Trama DIX Ethernet | 8 bytes  | 8 bytes  | 6 bytes | 6 bytes | 2 bytes  | 0 a 1500 bytes | 0 a 46 bytes | 2 ó 4 bytes |
| Trama IEEE 802.3   | Preàmbul | SOF      | Destí   | Origen  | Longitud | Dades          | Farciment    | FCS         |
| Trama IEEE 802.3   | 7 bytes  | 1 byte   | 6 bytes | 6 bytes | 2 bytes  | 0 a 1500 bytes | 0 a 46 bytes | 4 bytes     |

Preàmbul
Un camp de 7 bytes (56 bits) amb una seqüència de bits usada per a sincronitzar i estabilitzar el mitjà físic abans d'iniciar la transmissió de dades. El patró del preàmbul és: 
Aquests bits es transmeten en ordre, d'esquerra a dreta i en la codificació Manchester representen una forma d'ona periòdica.
SOF (Start of Frame)
Inici de trama. Camp d'1 byte (8 bits) amb un patró de 1s i 0s alternats i que acaba amb dues 1s consecutius. El patró del SOF és: 10101011.
Indica que el següent bit serà el bit més significatiu del camp d'adreça MAC de destinació. Encara que es detecti una col·lisió durant l'emissió del preàmbul o del SOF, l'emissor ha de continuar enviant tots els bits d'ambdós fins a la fi del SOF.
Adreça de destí
Camp de 6 bytes (48 bits) que especifica l'adreça MAC de tipus EUI-48 cap a la qual s'envia la trama. Aquesta adreça de destinació pot ser d'una estació, d'un grup multicast o l'adreça de broadcast de la xarxa. Cada estació examina aquest camp per a determinar si ha d'acceptar la trama (si és l'estació destinatària).
Adreça d'origen
Camp de 6 bytes (48 bits) que especifica l'adreça MAC de tipus EUI-48 des de la qual s'envia la trama. L'estació que hagi d'acceptar la trama coneix per aquest camp l'adreça de l'estació origen amb la qual intercanviarà dades.
Tipus
Camp de 2 bytes (16 bits) que identifica el protocol de xarxa d'alt nivell associat amb la trama o, en defecte d'això, la longitud del camp de dades. La capa d'enllaç de dades interpreta aquest camp. (En la IEEE 802.3 és el camp longitud i ha de ser menor o igual a 1526 bytes.)
Dades
Camp de 0 a 1500 bytes de longitud. Cada byte conté una seqüència arbitrària de valors. El camp de dades és la informació rebuda del nivell de xarxa (la càrrega útil). Aquest camp, també inclou els H3 i H4 (capçaleres dels nivells 3 i 4), provinents de nivells superiors.
Farcit
Camp de 0 a 46 bytes que es fa servir quan la trama Ethernet no arriba als 64 bytes mínims perquè no es presentin problemes de detecció de col·lisions quan la trama és molt curta.
FCS (Frame Check Sequence - Seqüència de verificació de trama)
Camp de 32 bits (4 bytes) que conté un valor de verificació CRC (Control de redundància cíclica). L'emissor calcula el CRC de tota la trama, des del camp destinació al camp CRC suposant que val 0. El receptor el recalcula, si el valor calculat és 0, la trama és vàlida.

## Tecnologia i velocitat d'Ethernet
Fa ja molt temps que Ethernet va aconseguir situar-se com el principal protocol del nivell d'enllaç. Ethernet 10Base2 va aconseguir, ja en la dècada dels 90, una gran acceptació en el sector. Ara per ara, 10Base2 es considera com una "tecnologia de llegat" respecte a 100BaseT. Avui els fabricants ja han desenvolupat adaptadors capaços de treballar tant amb la tecnologia 10baseT com la 100BaseT i això ajuda a una millor adaptació i transició.
Les tecnologies Ethernet que existeixen es diferencien en aquests conceptes: 
- Velocitat de transmissió: Velocitat a la qual transmet la tecnologia.
- Tipus de cable: Tecnologia del nivell físic que usa la tecnologia.
- Longitud màxima: Distància màxima que pot haver entre dos nodes adjacents (sense estacions repetidores).
- Topologia: Determina la forma física de la xarxa. Bus si s'usen connectors T (avui només usats amb les tecnologies més antigues) i estrella si s'usen hubs (estrella de difusió) o switchs (estrella commutada).

A continuació s'especifiquen els anteriors conceptes en les tecnologies més importants:
| Tecnologia | Velocitat de transmissió | Tipus de cable                          | Distància màxima | Topologia                                       |
| ---------- | ------------------------ | --------------------------------------- | ---------------- | ----------------------------------------------- |
| 10Base2    | 10 Mbps                  | Coaxial                                 | 185 m            | Bus (Connector T)                               |
| 10BaseT    | 10 Mbps                  | Parell trenat                           | 100 m            | Arbre (Hub o Switch)                            |
| 10BaseF    | 10 Mbps                  | Fibra òptica                            | 2000 m           | Arbre (Hub o Switch)                            |
| 100BaseT4  | 100Mbps                  | Parell trenat (categoria 3UTP)          | 100 m            | Arbre. Half Duplex (hub) i Full Duplex (switch) |
| 100BaseTX  | 100Mbps                  | Parell trenat (categoria 5UTP)          | 100 m            | Arbre. Half Duplex (hub) i Full Duplex (switch) |
| 100BaseFX  | 100Mbps                  | Fibra òptica                            | 2000 m           | No permet l'ús de hubs                          |
| 1000BaseT  | 1000Mbps                 | 4 parells trenats (categoria 5e ó 6UTP) | 100 m            | Arbre. Full Duplex (switch)                     |
| 1000BaseSX | 1000Mbps                 | Fibra òptica (multimode)                | 550 m            | Arbre. Full Duplex (switch)                     |
| 1000BaseLX | 1000Mbps                 | Fibra òptica (monomode)                 | 5000 m           | Estrella. Full Duplex (switch)                  |

## Maquinari comunament usat en una xarxa Ethernet
Els elements d'una xarxa Ethernet són: targeta de xarxa, repetidors, concentradors, ponts, els commutadors, els nodes de xarxa i el suport d'interconnexió. Els nodes de xarxa es poden classificar en dos grans grups: equip terminal de dades (DTE) i equip de comunicació de dades (DCE).
Els DTE són dispositius de xarxa que generen el destí de les dades: els PC, les estacions de treball, els servidors d'arxius, els servidors d'impressió, tots són part del grup de les estacions finals. Els DCE són els dispositius de xarxa intermediaris que reben i retransmeten les trames dins de la xarxa; poden ser: encaminadors, commutadors (switch), concentradors (hub), repetidors o interfícies de comunicació. Per exemple un mòdem o una targeta d'interfície.
Dispositius
- NIC (Targeta d'Interfície de Xarxa): Permet que un ordinador accedeixi a una xarxa local. Cada targeta té una única adreça MAC que la identifica a la xarxa. Un ordinador connectada a una xarxa s'anomena node.
- Repetidor o repeater: Augmenta l'abast d'una connexió física, rebent els senyals i retransmesos, per evitar la seva degradació, a través del mitjà de transmissió, aconseguint un abast més gran. Normalment es fa servir per unir dues àrees locals de la mateixa tecnologia i només té dos ports. Opera a la capa física del model OSI.
- Concentrador o hub: Funciona com un repetidor però permet la interconnexió de múltiples nodes. El seu funcionament és relativament simple, ja que rep una trama d'Ethernet, per un dels seus ports, i la repeteix per tots els seus ports restants sense executar cap procés sobre aquestes. Opera a la capa física del model OSI.
- Pont o bridge: Interconnecta segments de xarxa fent el canvi de trames (frames) entre les xarxes d'acord amb una taula d'adreces que li diu en quin segment està ubicada una adreça MAC donada.

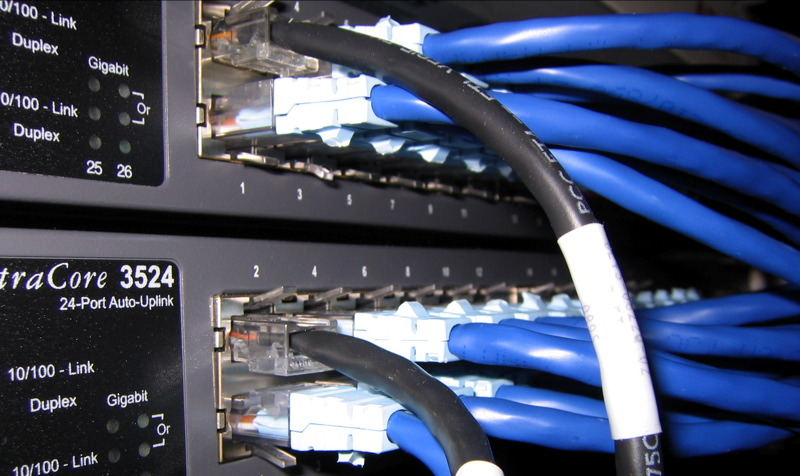
Connexions en un commutador Ethernet.

Connexions en un commutador Ethernet
- Commutador o switch: Funciona com el bridge, però permet la interconnexió de múltiples segments de xarxa, funciona a velocitats més ràpides i és més sofisticat. Els switchs poden tenir altres funcionalitats, com xarxes virtuals, i permeten la seva configuració a través de la mateixa xarxa. Funciona bàsicament a la capa 2 del model OSI (enllaç de dades). Per això són capaços de processar informació de les trames, la seva funcionalitat més important és a les taules de direcció. Per exemple, un ordinador connectat al port 1 del commutador envia una trama a un altre ordinador connectat al port 2; el switch rep la trama i la transmet a tots els seus ports, excepte aquell per on la va rebre, l'ordinador 2 rebrà el missatge i eventualment ho respondrà, generant tràfic en el sentit contrari, ara el switch coneixerà les adreces MAC de les computadores al port 1 i 2; quan rebi una altra trama amb direcció de destinació d'alguna d'elles, només transmetrà la trama a aquest port disminuint així el trànsit de la xarxa i contribuint al bon funcionament d'aquesta.

## Present i futur d'Ethernet
Ethernet es va plantejar en un principi com un protocol destinat a cobrir les necessitats de les xarxes LAN. A partir de 2001, Ethernet va aconseguir els 10 Gbps cosa que va donar molta més popularitat a la tecnologia. Dins del sector es plantejava a ATM com la total encarregada dels nivells superiors de la xarxa, però l'estàndard 802.3ae (Ethernet Gigabit 10) s'ha situat en una bona posició per a estendre's al nivell WAN.
El present de l'Ethernet és difícilment millorable. Tot i l'expansió del WiFi, els proveïdors d'Internet han d'utilitzar aquest sistema per tal d'aconseguir una millor qualitat en la seva amplada de banda. Pel que fa a l'usuari, el públic popular ja sap que utilitzant Ethernet s'aconsegueixen velocitats majors que amb WiFi. I parlant de l'àmbit industrial, és un maquinari que s'instal·la a tots els ordinadors actuals, disponible també en dispositius multimèdia i de seguretat, abaratint així els costos de la seva fabricació, i expandint el seu mercat.
I el seu futur no és ni de bon tros diferent. El cada vegada més utilitzat Carrier Ethernet es comença a posar de moda, sobretot a l'àmbit empresarial. De cara a l'usuari, podria cobrir les necessitats dels sistemes 3G/UMTS. I pel que fa als proveïdors, la seva gran escalabilitat i el seu baix grau de latència, fan que sigui molt atractiva per una gran quantitat de necessitats (a casa, de forma mòbil, a l'empresa, etc.). Diversos enginyers ja tracten aquesta tecnologia com una de les possibles successores del gran mercat de l'Ethernet, fins a arribar a parlar de 'canvi de generació'.
Ethernet és una tecnologia en evolució. Evolucions han inclòs major amplada de banda, millorar els mètodes d'accés als mitjans de control, i els canvis en el medi físic. Ethernet va esdevenir la tecnologia de xarxes complexes que avui en dia la base de la majoria de les LAN. El cable coaxial va ser substituït per enllaços punt a punt connectats per concentradors o commutadors d'Ethernet per reduir els costos d'instal·lació, augmentar la fiabilitat, i permetre la gestió de punt a punt i solució de problemes. Hi ha moltes variants d'Ethernet d'ús comú.